# 公孙归生
公孙归生（?—?），又称声子，蔡文侯之孙，公子朝的儿子，春秋時期蔡国人物。
公孙归生与楚国大夫伍举友善。伍举娶了王子牟的女儿。王子牟为申公而逃亡，伍举将要投奔晋国。前547年，公孙归生出使晋国后再出使楚国，对楚国令尹屈建分析晋国将重用伍举，不利楚国。以析公、雍子、苗贲皇的例子说明楚才晋用的事实。屈建告知楚康王，楚康王于是增加伍举的禄爵，迎他归国。前546年七月初四日，陈国的孔奂、蔡国的公孙归生到达宋国。与晋国赵武、楚国屈建、宋国向戌、鲁国叔孙豹、卫国石恶、郑国良霄、齐国庆封、陈须无缔结弭兵之盟。前541年正月十五日，为了重温宋国盟会的友好，楚国王子围和鲁国叔孙豹、晋国赵武、齐国国弱、宋国向戌、陈国公子招、蔡国公子归生、郑国罕虎、许国人、曹国人在虢地会见。